# Světové halové hry v atletice 1985
Světové halové hry v atletice se konaly v Paříži ve dnech 18. ledna – 19. ledna 1985 v hale Palais omnisports de Paris-Bercy (POPB). Ve stejné hale se uskutečnilo halové MS i v roce 1997 a v letech 1994 a 2011 se zde konalo také halové mistrovství Evropy.
Hry byly uspořádány mezinárodní asociací atletických federací (IAAF). V roce 1987 byl šampionát přejmenován na Halové mistrovství světa v atletice. Her se zúčastnilo 319 atletů a atletek ze 69 států světa. Na programu bylo 13 mužských a 11 ženských disciplín. O jeden z nejlepších výkonů se postaral východoněmecký běžec Thomas Schönlebe, který o 19 setin sekundy vylepšil halový světový rekord v běhu na 400 metrů.

## Medailisté

### Muži
| Soutěž        | Zlato                    | Stříbro                    | Bronz                       |
| ------------- | ------------------------ | -------------------------- | --------------------------- |
| 60 m          | Ben Johnson 6,62         | Sam Graddy 6,63            | Ronald Desruelles 6,68      |
| 200 m         | Alexandr Jevgeněv 20,95  | Ade Mafe 20,96             | João da Silva 21,19         |
| 400 m         | Thomas Schönlebe 45,60   | Todd Bennett 45,97         | Mark Rowe 46,31             |
| 800 m         | Colomán Trabado 1:47,42  | Benjamín Gonzáles 1:47,94  | Ikem Billy 1:48,28          |
| 1500 m        | Mike Hillardt 3:40,27    | José Luis González 3:41,36 | Joseph Chesire 3:41,38      |
| 3000 m        | João Campos 7:57,63      | Don Clary 7:57,78          | Ivan Uvizl 7:57,92          |
| 60 m př.      | Stéphane Caristan 7,67   | Javier Moracho 7,69        | Jon Ridgeon 7,70            |
| Chůze na 5 km | Gérard Lelievre 19:06,20 | Maurizio Damilano 19:11,41 | Dave Smith 19:16,04         |
| Skok do výšky | Patrik Sjöberg 2,32 m    | Javier Sotomayor 2,30 m    | Othmane Belfaa 2,27 m       |
| Skok o tyči   | Sergej Bubka 5,75 m      | Thierry Vigneron 5,70 m    | Vasilij Bubka 5,60 m        |
| Skok daleký   | Jan Leitner 7,96 m       | Gyula Pálóczi 7,94 m       | Giovanni Evangelisti 7,88 m |
| Trojskok      | Christo Markov 17,22 m   | Lázaro Betancourt 17,15 m  | Lázaro Balcindes 16,83 m    |
| Vrh koulí     | Remigius Machura 21,22 m | Udo Beyer 21,10 m          | Jānis Bojārs 19,94 m        |

### Ženy
| Soutěž        | Zlato                         | Stříbro                         | Bronz                                                                 |
| ------------- | ----------------------------- | ------------------------------- | --------------------------------------------------------------------- |
| 60 m          | Silke Gladischová 7,20        | Heather Oakesová 7,21           | Christelle Bulteauová 7,34                                            |
| 200 m         | Marita Kochová 23,09          | Marie-Christine Cazierová 23,33 | Kim Robertsonová 23,69                                                |
| 400 m         | Diane Dixonová 53,35          | Regine Bergová 53,81            | Charmaine Crooksová 54,08                                             |
| 800 m         | Cristeana Cojocaruová 2:04,22 | Jane Finchová 2:04,71           | Maria Simeanuová 2:05,51                                              |
| 1500 m        | Elly van Hulstová 4:11,41     | Fița Lovinová 4:11,42           | Brit McRobertsová 4:11,83                                             |
| 3000 m        | Debbie Scottová 9:04,99       | Agnese Possamaiová 9:09,66      | PattiSue Plumerová 9:12,12                                            |
| 60 m př.      | Xénia Sisková 8,03            | Laurence Elloyová 8,08          | Anne Piquereauová 8,10                                                |
| Chůze na 3 km | Giuliana Salceová 12:53,42    | Jen Chung 13:06,66              | Ann Peelová 13:06,97                                                  |
| Skok do výšky | Stefka Kostadinovová 1,97 m   | Susanne Lorentzonová 1,94 m     | Debbie Brillová 1,90 m Danuta Bułkowská 1,90 m Silvia Costaová 1,90 m |
| Skok daleký   | Helga Radtkeová 6,88 m        | Taťána Rodionovová 6,72 m       | Nijolé Medvěděvová 6,44 m                                             |
| Vrh koulí     | Natalja Lisovská 20,07 m      | Ines Müllerová 19,68 m          | Nunu Abašidzeová 18,82 m                                              |

## Medailové pořadí
| Umístění | Stát                             | Zlato | Stříbro | Bronz | Celkem |
| -------- | -------------------------------- | ----- | ------- | ----- | ------ |
| 1.       | NDR                              | 4     | 1       | 0     | 5      |
| 2.       | Sovětský svaz                    | 3     | 1       | 4     | 7      |
| 3.       | Francie                          | 2     | 3       | 2     | 7      |
| 4.       | Kanada                           | 2     | 0       | 4     | 6      |
| 5.       | Československo                   | 2     | 0       | 1     | 3      |
| 6.       | Bulharská lidová republika       | 2     | 0       | 0     | 2      |
| 7.       | Španělsko                        | 1     | 3       | 0     | 4      |
| 8.       | USA                              | 1     | 2       | 2     | 5      |
| 9.       | Itálie                           | 1     | 2       | 1     | 4      |
| 10.      | Rumunská socialistická republika | 1     | 1       | 1     | 3      |
| 11.      | Maďarská lidová republika        | 1     | 1       | 0     | 2      |
| 11.      | Švédsko                          | 1     | 1       | 0     | 2      |
| 13.      | Austrálie                        | 1     | 0       | 1     | 2      |
| 14.      | Nizozemsko                       | 1     | 0       | 0     | 1      |
| 14.      | Portugalsko                      | 1     | 0       | 0     | 1      |
| 16.      | Velká Británie                   | 0     | 4       | 2     | 6      |
| 17.      | Kuba                             | 0     | 2       | 2     | 4      |
| 18.      | Belgie                           | 0     | 1       | 1     | 2      |
| 19.      | Čína                             | 0     | 1       | 0     | 1      |
| 20.      | Alžírsko                         | 0     | 0       | 1     | 1      |
| 20.      | Brazílie                         | 0     | 0       | 1     | 1      |
| 20.      | Keňa                             | 0     | 0       | 1     | 1      |
| 20.      | Nový Zéland                      | 0     | 0       | 1     | 1      |
| 20.      | Polská lidová republika          | 0     | 0       | 1     | 1      |